# Rubiol anisat (grup de bolets)
El grup dels rubiols anisats comprèn rubiols d’espais oberts o de bosc, caracteritzats per una olor agradable i propera a la de l’anís, tot i que en algunes espècies pugui recordar més a la d’ametlles amargues. Quan erosionem la cutícula del barret o la cama, en totes les espècies del grup, la superfície vira a color groc; sempre lentament

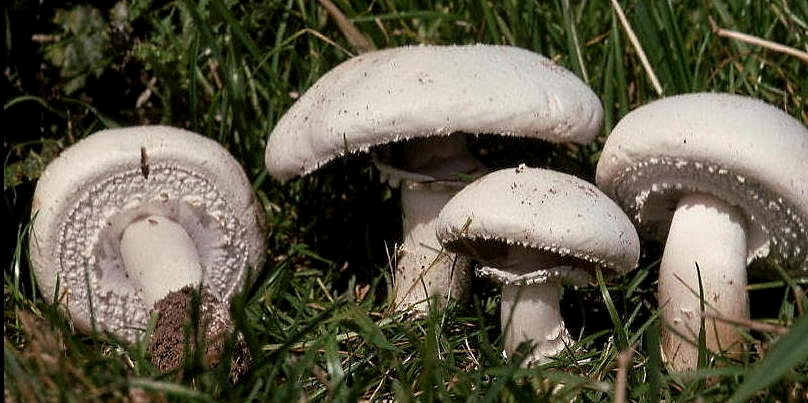
Rubiol anisat (Agaricus arvensis)

Per la mida podem diferenciar dos grups de rubiols anisats, els grossos (de barrets de 8-10-30-50 cm ø) i els menuts (de barrets de 2-7 cm ø): 
•	Entre els rubiols anisats grossos: 
- Agaricus arvensis, rubiol anisat
- Agaricus augustus, rubiol anisat gros
- Agaricus sylvicola, rubiol anisat de bosc
- Agaricus crocodilinus, rubiol anisat de cocodril
- Agaricus urinascens, rubiol anisat gegant

•	Entre els rubiols anisats menuts: 
- Agaricus lutosus, rubiol anisat d’esquames daurades
- Agaricus comtulus, rubiol anisat menut
- Agaricus porphyrizon, rubiol anisat porpra
- Agaricus semotus, rubiol anisat solitari